# فيليسيا رشاد
فيليسيا رشاد هي ممثلة ومغنية أمريكية ولدت في 19 يونيو 1948.